# Volkswagen Gol
VW Gol — компактні хетчбеки класу В, що була спеціально розроблена концерном Volkswagen для ринку Південної Америки. Автомобіль виробляється з 1980 року і є найпопулярнішим автомоблем в Бразилії з 1987 року і в Аргентині з 1998 року. з 1980 року було випущено понад 3,5 млн штук автомобілів кількох поколінь.
Існують такі покоління VW Gol:
- Volkswagen Gol 1 (1980—1996)
- Volkswagen Gol 2 (1994—1999)
- Volkswagen Gol 3 (1999—2005)
- Volkswagen Gol 4 (2005—2008)
- Volkswagen Gol 5 (2008―2023)

## VW Gol I (Тип BX) (1980—1996)

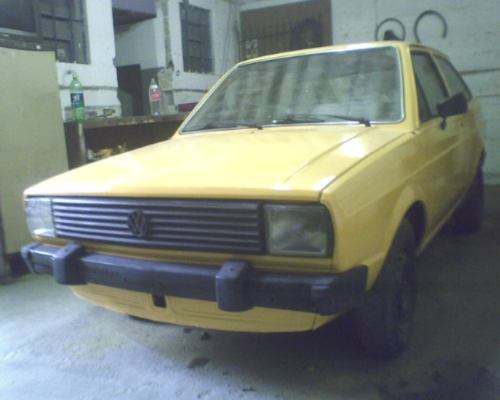
VW Gol I (1980-1986)

Перше покоління Gol відразу стало користуватися великим успіхом на автомобільному ринку, особливо в Бразилії. Саме в цій країні виробляється Gol. Практичність і надійність зробили цей автомобіль найбільш популярним і продаваним у своєму класі. Назва автомобіля має деяку особливість. В Україні модель прийнято називати Pointer. Вирішивши, що для слуху Gol звучить не так презентабельно, як хотілося б. 
Перше покоління Gol виготовлялось з 1980 по 1996 рік. Автомобіль отримав компоненти від VW та Audi. Автомобіль побудований на основі VW Polo I та VW Golf I. Спочатку автомобіль оснащався опозитним бензиновим двигуном з повітряним охолодженням двигуна 1285 см3 від VW Beetle. Через слабку продуктивність двигуна Gol спочатку погано продаються. В 1981 році двигун замінили на 1,6-літровий двигун з подвійним карбюратором.
- 1984 Введели двигун 1,6-літровий з водяним охолодженням від бразильського VW Passat і 1,8-літровий від бразильського VW Santana.
- 1986 Фейсліфт: змінили капот, бампер, решітку радіатора, фари, задні ліхтарі і поворотники.
- 1987 Припиняється виробництво двигунів з повітряним охолодженням.
- 1988 Змінені дзеркала. Представлений Gol GTI з 2,0-літровим двигуном з електронним впорскуванням палива, вперше виробляються в Бразилії.
- 1990/1991 Фейсліфт: змінюється капот, бампери, решітка радіатора, фари, поворотники і задній люк.
- 1992 З'являється 1,0-літрова версія Gol 1000.
- 1993 VW-де-Аргентина почала виробляти Gol.
- 1996 Припинено виробництво моделі.

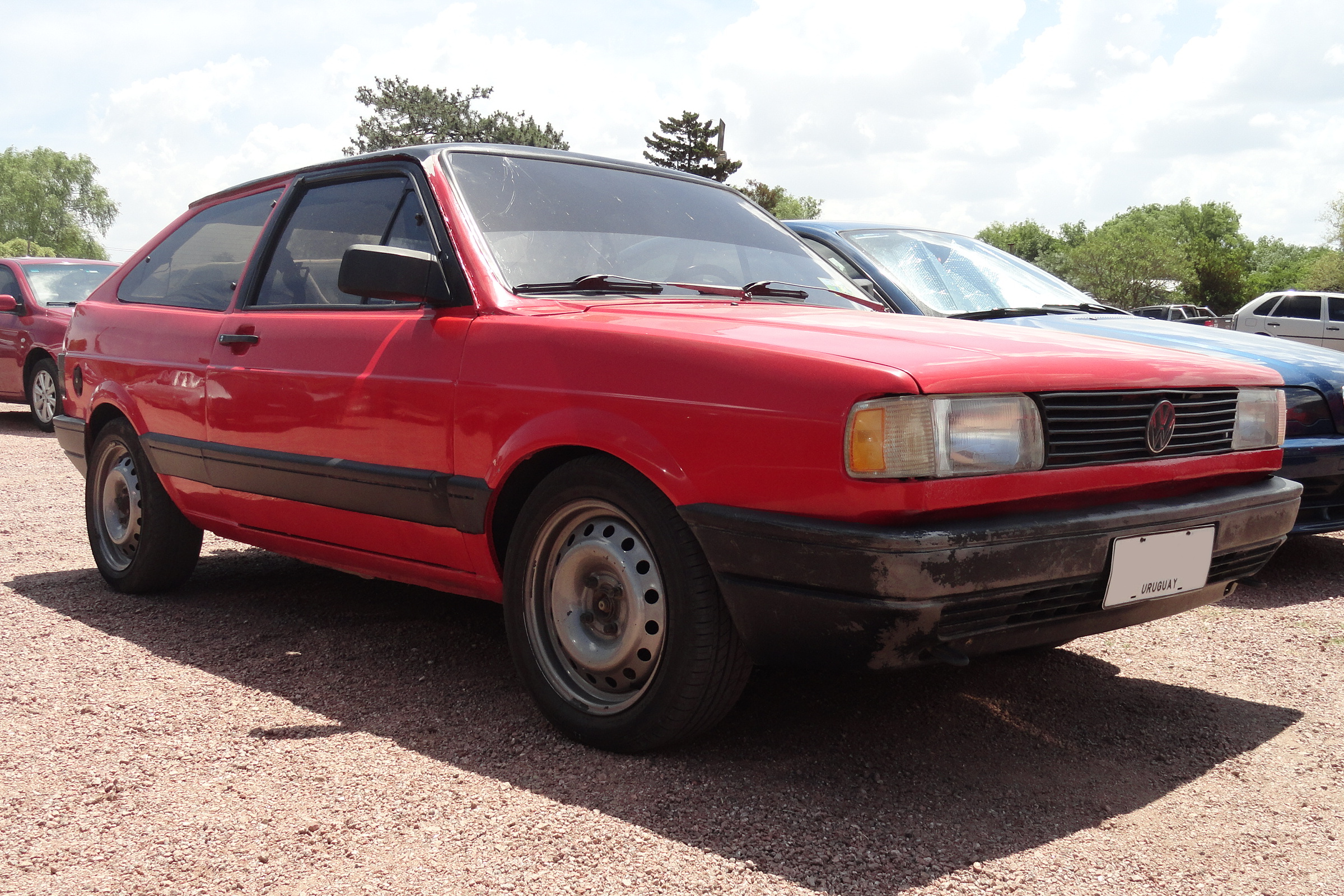
Gol I (1991-1996)
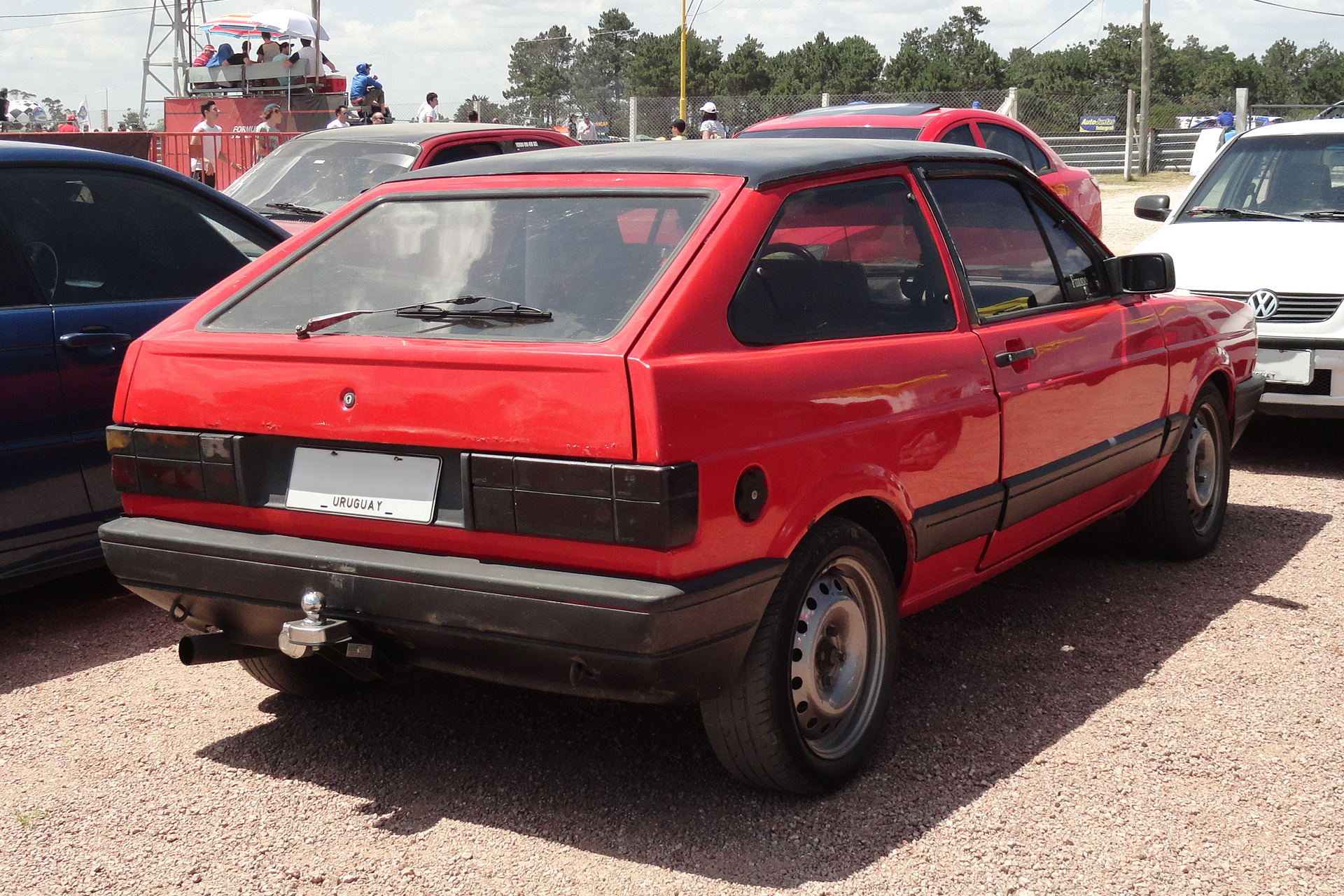
Gol I (1991-1996)
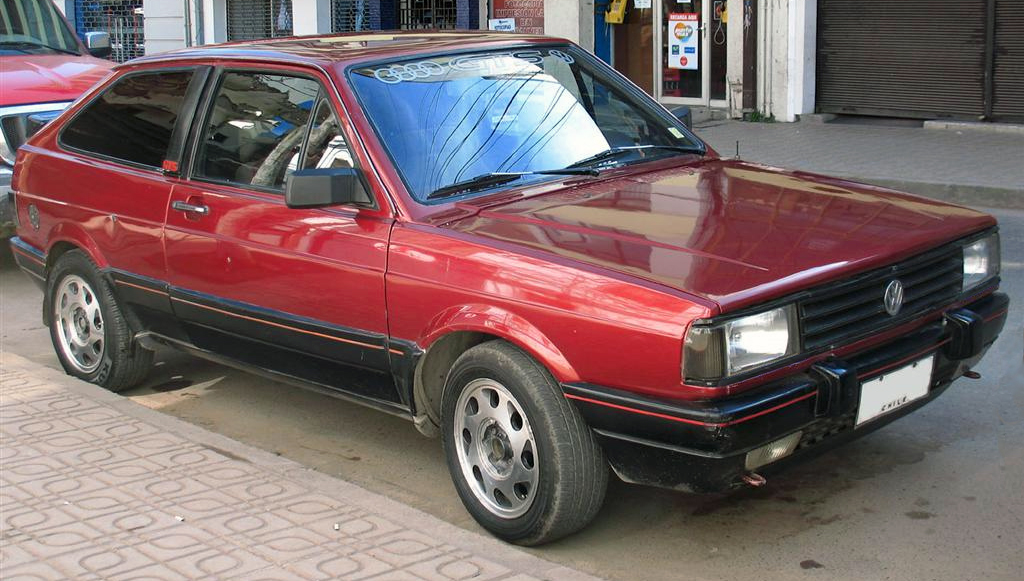
Gol I 1.8 GTS

## VW Gol II (Тип AB9) (1994—1999)

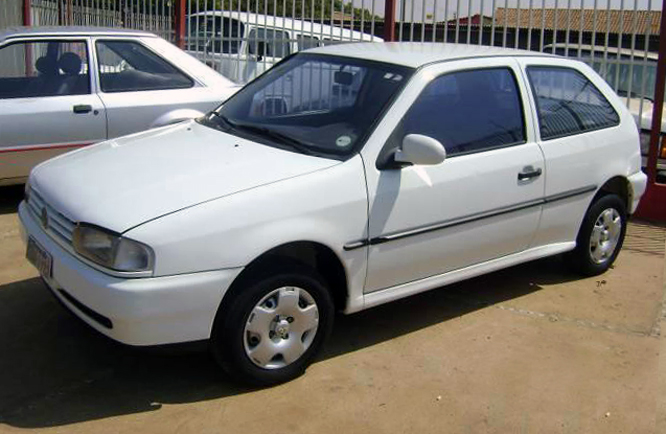
VW Gol II

У 1994 році відбувається модернізація моделі. Вона стає сучаснішою, функціональною і красивою. 
Друге покоління Volkswagen Gol випускається з 1994 року. Колісна база була збільшена на 11 см. Всі варіанти двигунів отримали вприскування палива II покоління. Кузов автомобіля отримав обтічну форму.
- 1996 Початок виробництва Gol GTi 16V з імпортними з Німеччини 2,0-літровий двигун.
- 1997 Представлений Gol з 1,6-літровим дизельним двигуном для аргентинського ринку.
- 1998 Представлений 5-дверний варіант.

## VW Gol III (Тип AB9) (1999—2005)

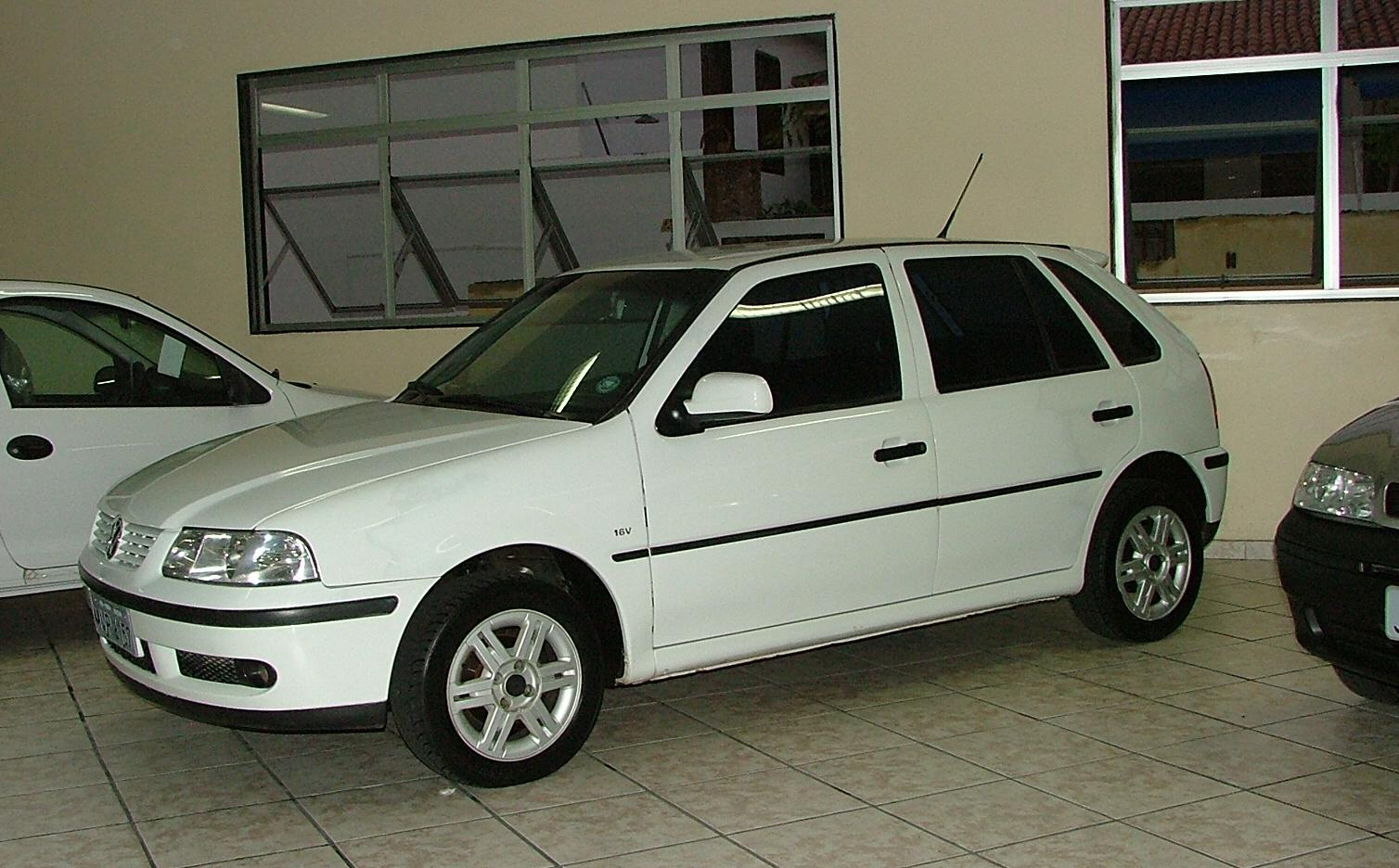
VW Gol III

Третє покоління Volkswagen Gol випускається з 1999 року, хоча насправді це друге покоління після фейсліфту, але в маркетингових цілях в Volkswagen називають це самостійним третім поколінням. Автомобіль отримав новий капот, бампери, решітку радіатора, фари, поворотники, задні ліхтарі, двері багажного відділення і приладову панель. 
У 2000 році Gol отримав новий двигун 1,0 16V Turbo  112 к.с. (82 кВт). 
У 2002 відбулась модернізація моделі, автомобіль отримав нові бампери і решітку радіатора.
В 2003 вперше в Бразилії почалось виробництово двигуна TotalFlex, який може споживати алкоголь і бензин, таким двигуном почали оснащати Gol. Крім того в 2003 році припинено виробництво Gol в Аргентині.

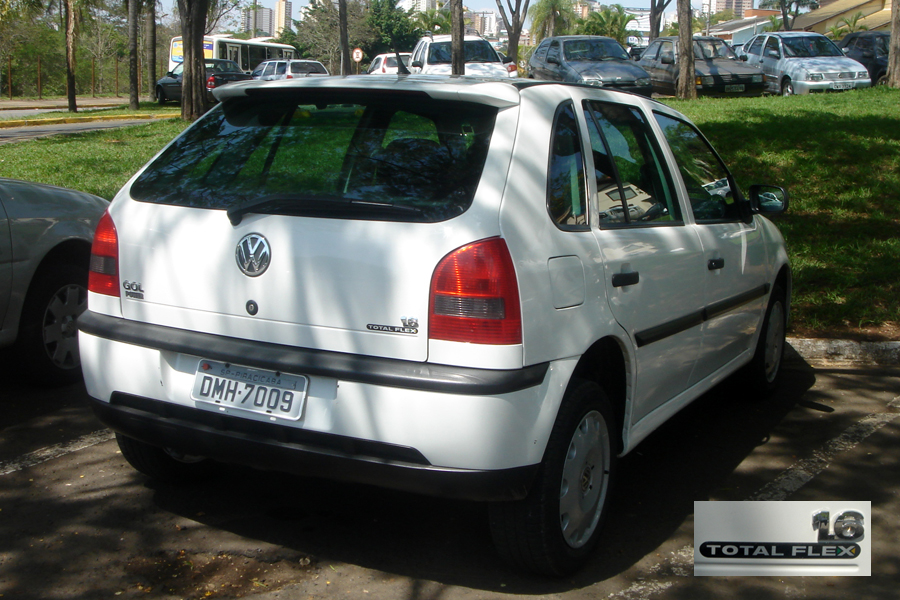
Gol III (1994-1999)
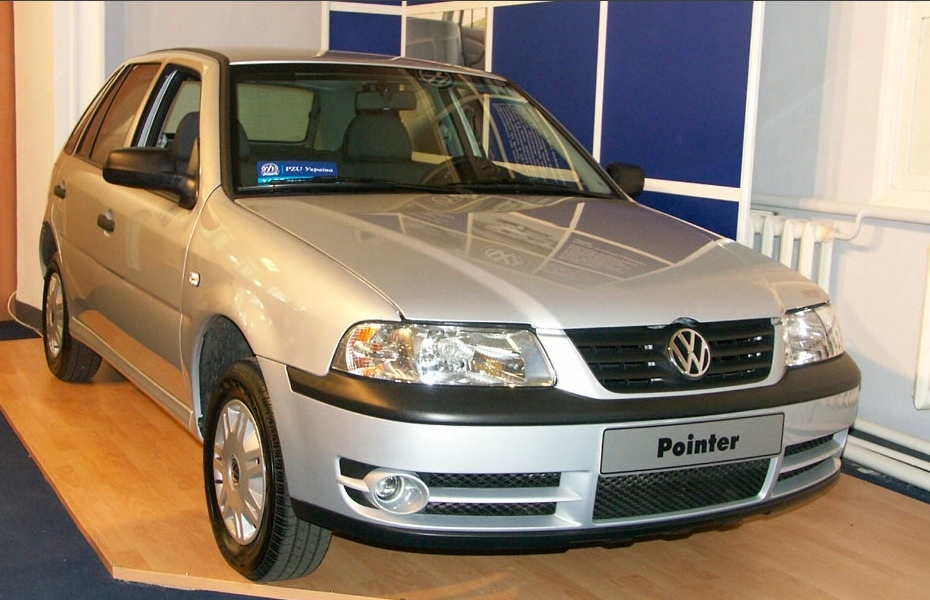
Pointer
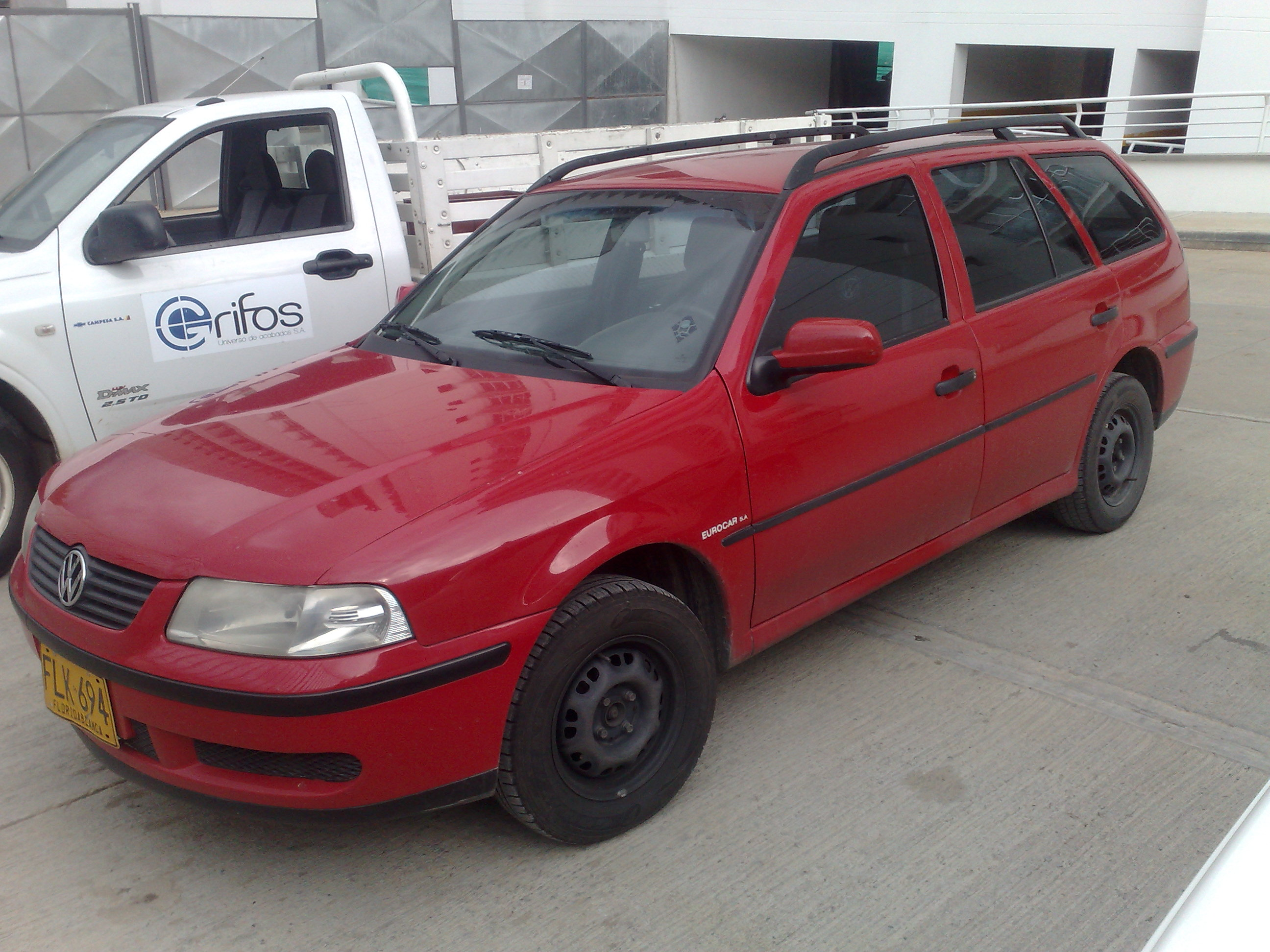
Parati
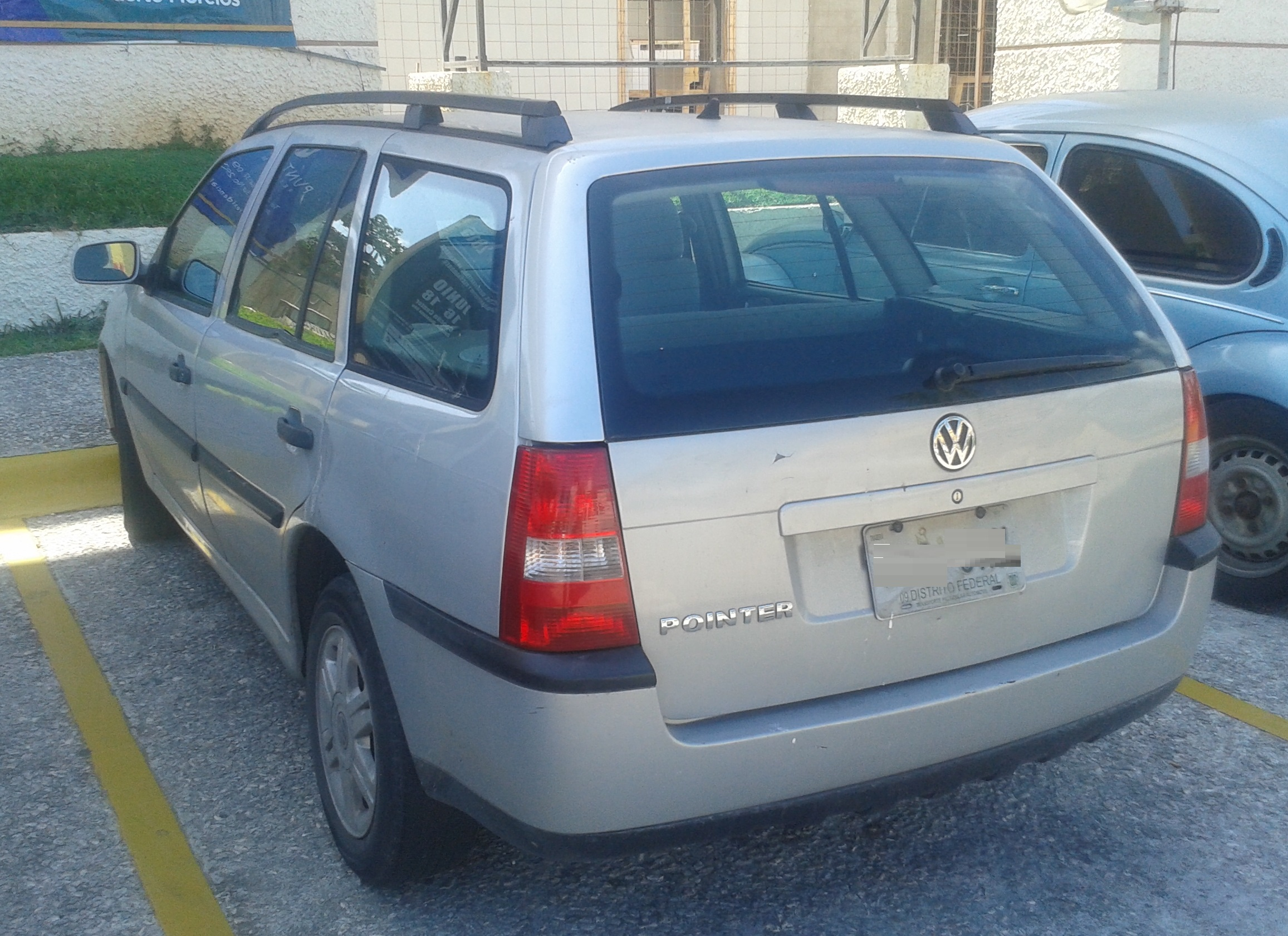
Pointer Wagon
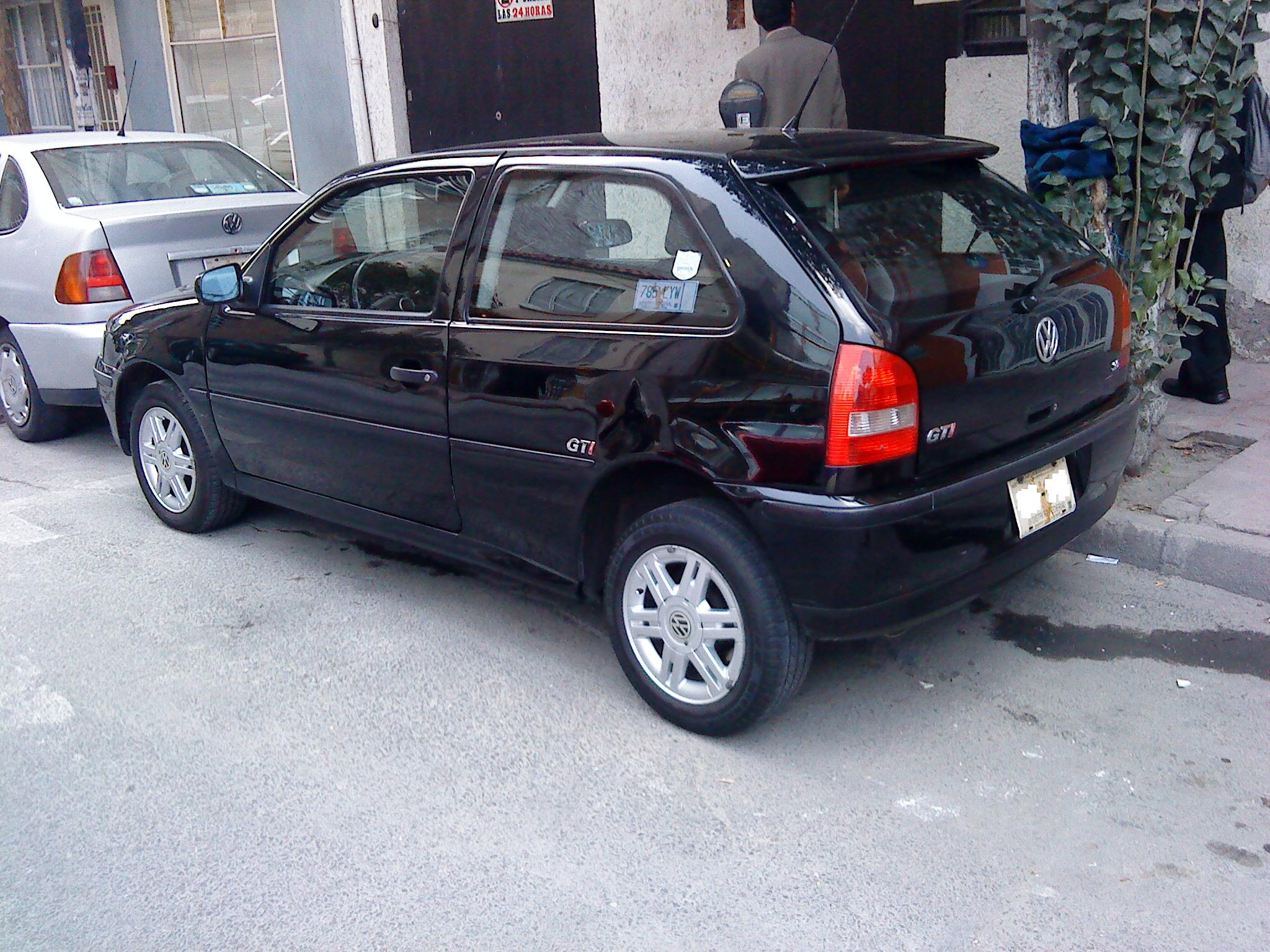
Pointer GTI

## VW Gol IV (Тип AB9) (1999—2008)

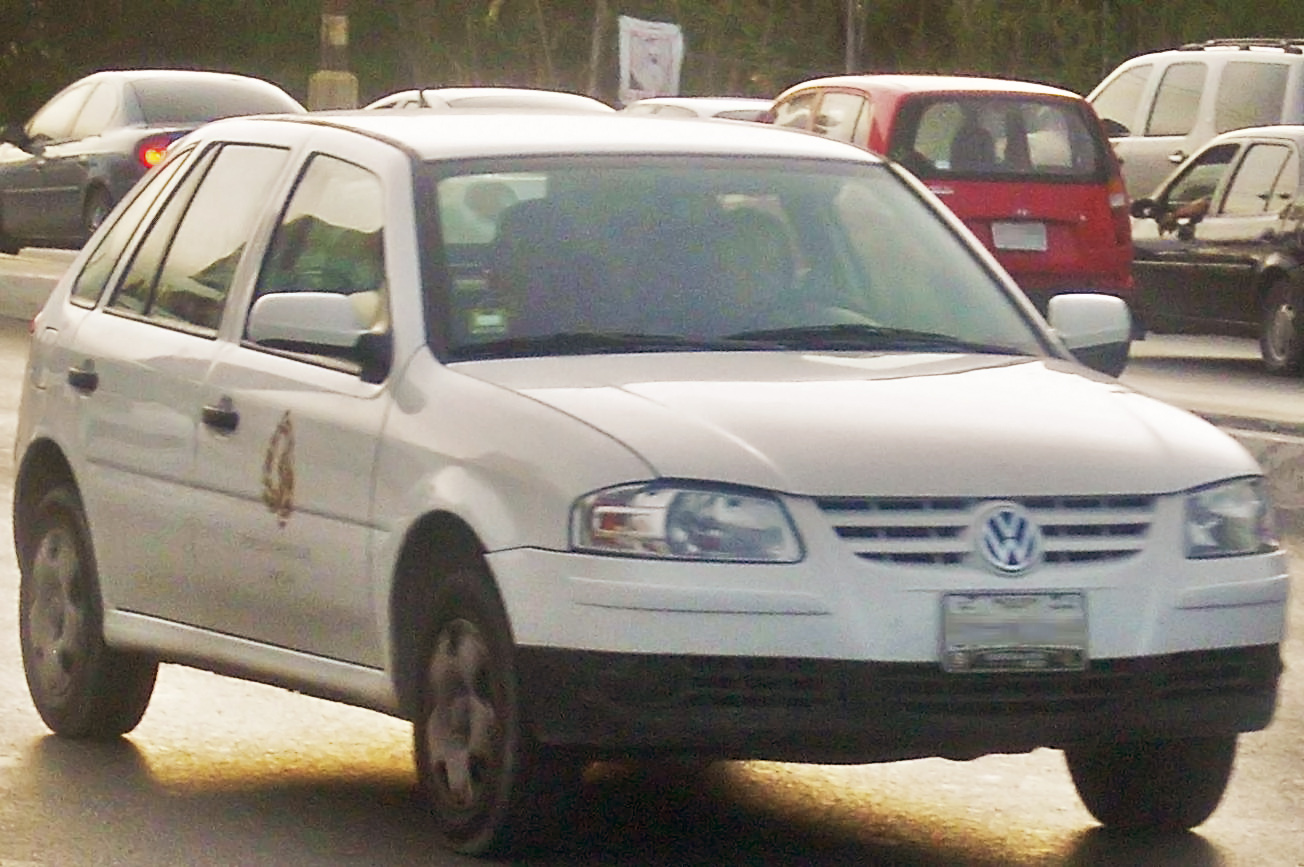
VW Gol IV

В 2005 представлено четверте покоління Gol, що є по суті модернізованим третім покоління. Автомобіль отримав нові передні, задні фари, бампери і приладову панель. 

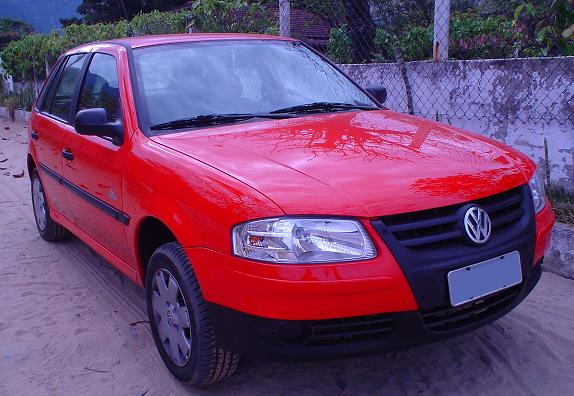
Gol IV (1999-2008)
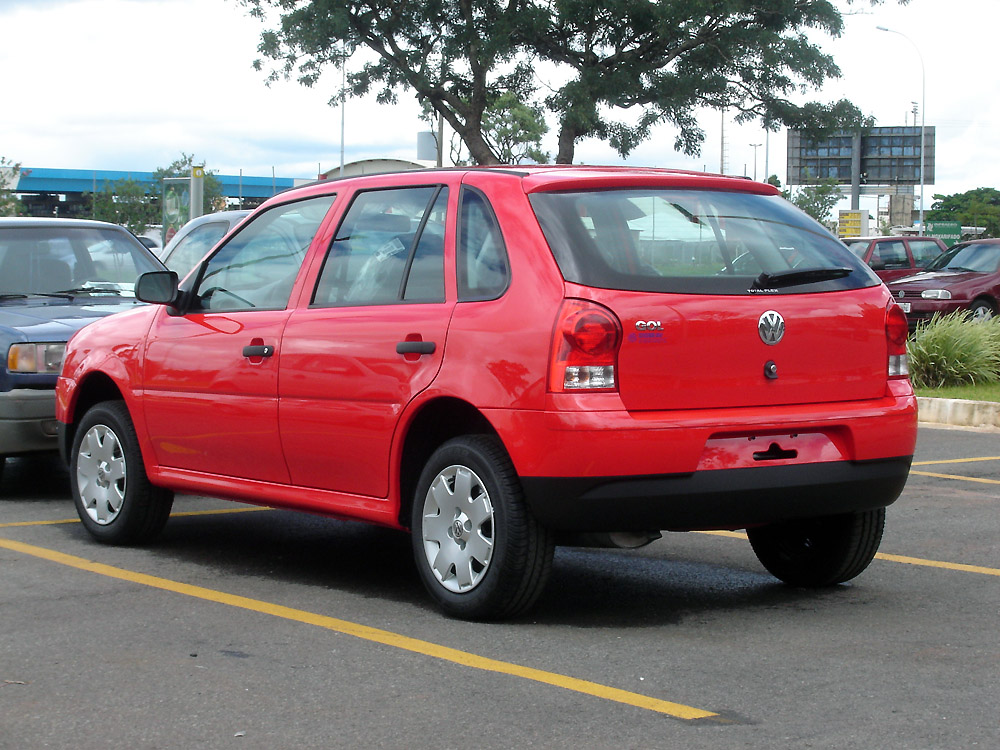
Gol IV (1999-2008)
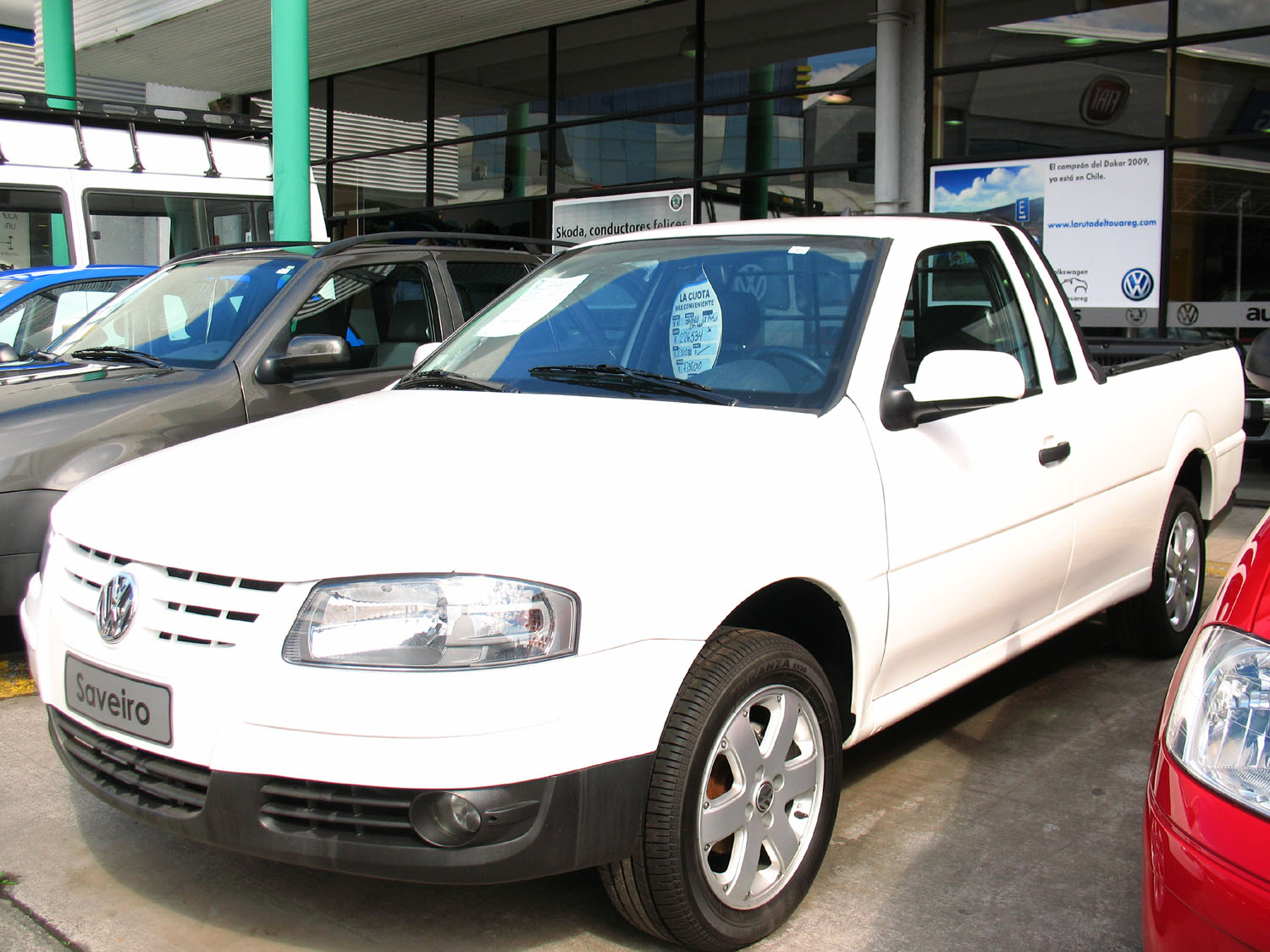
Saveiro

## VW Gol V (Тип NF) (2008—2023)

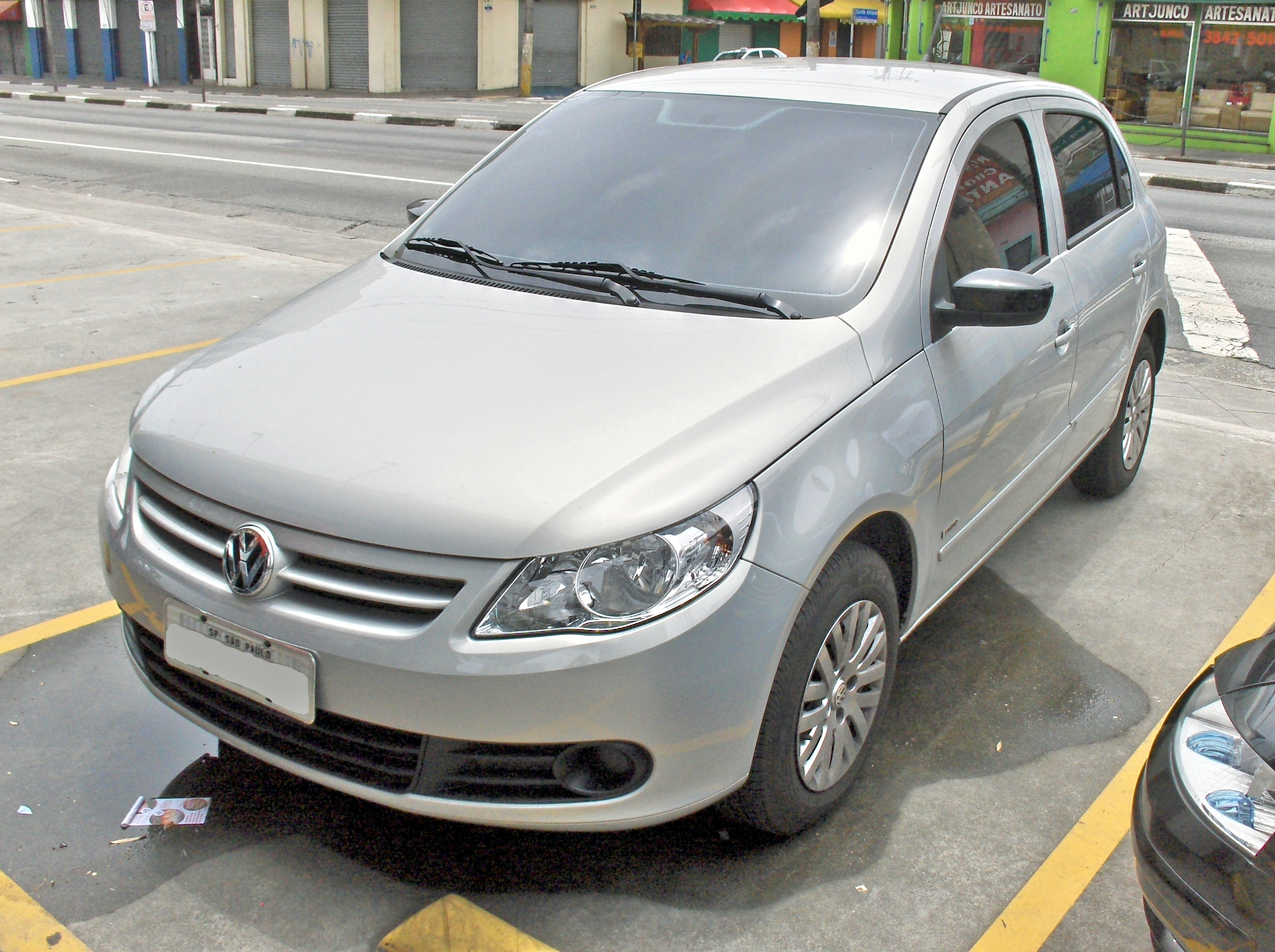
VW Gol V

1 липня 2008 року було представлене п'яте покоління Gol. Наслільки важлива є дана модель для бразильського ринку показує той факт, що на презентації моделі був присутнім президент Бразилії Луїс Інасіо Лула да Сілва. Поки що на вибір пропонуються два двигуни 1,0 і 1,6 літровий бензинові двигуни з потужністю 72 або 101 кінських сил. Для бразильського ринку представлено двигуни "TotalFlex бути", що можуть працювати на бензині, етанолі або їх суміші. Для інших країн представлено тільки бензинові версії.

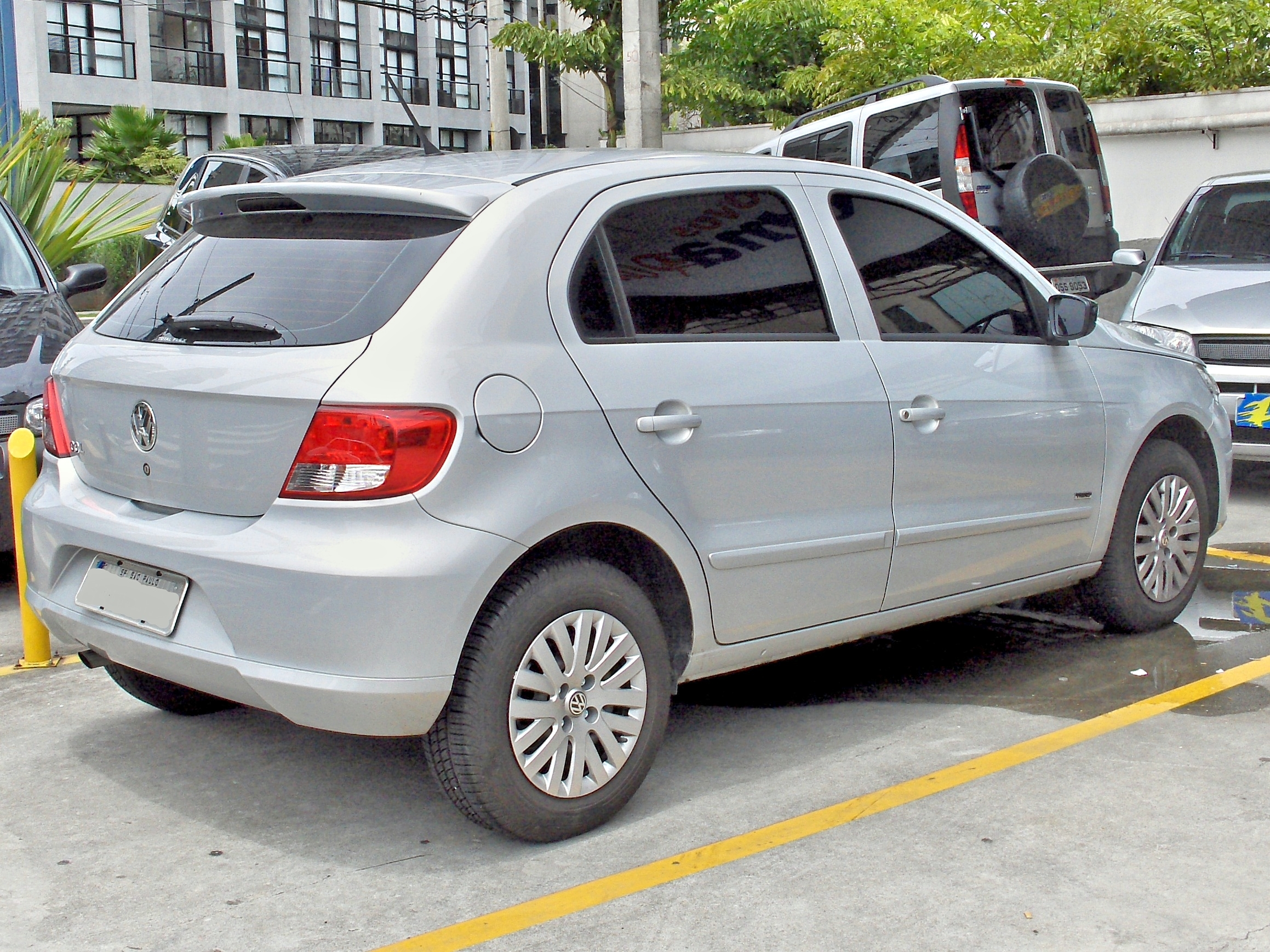
Gol IV (з 2008)
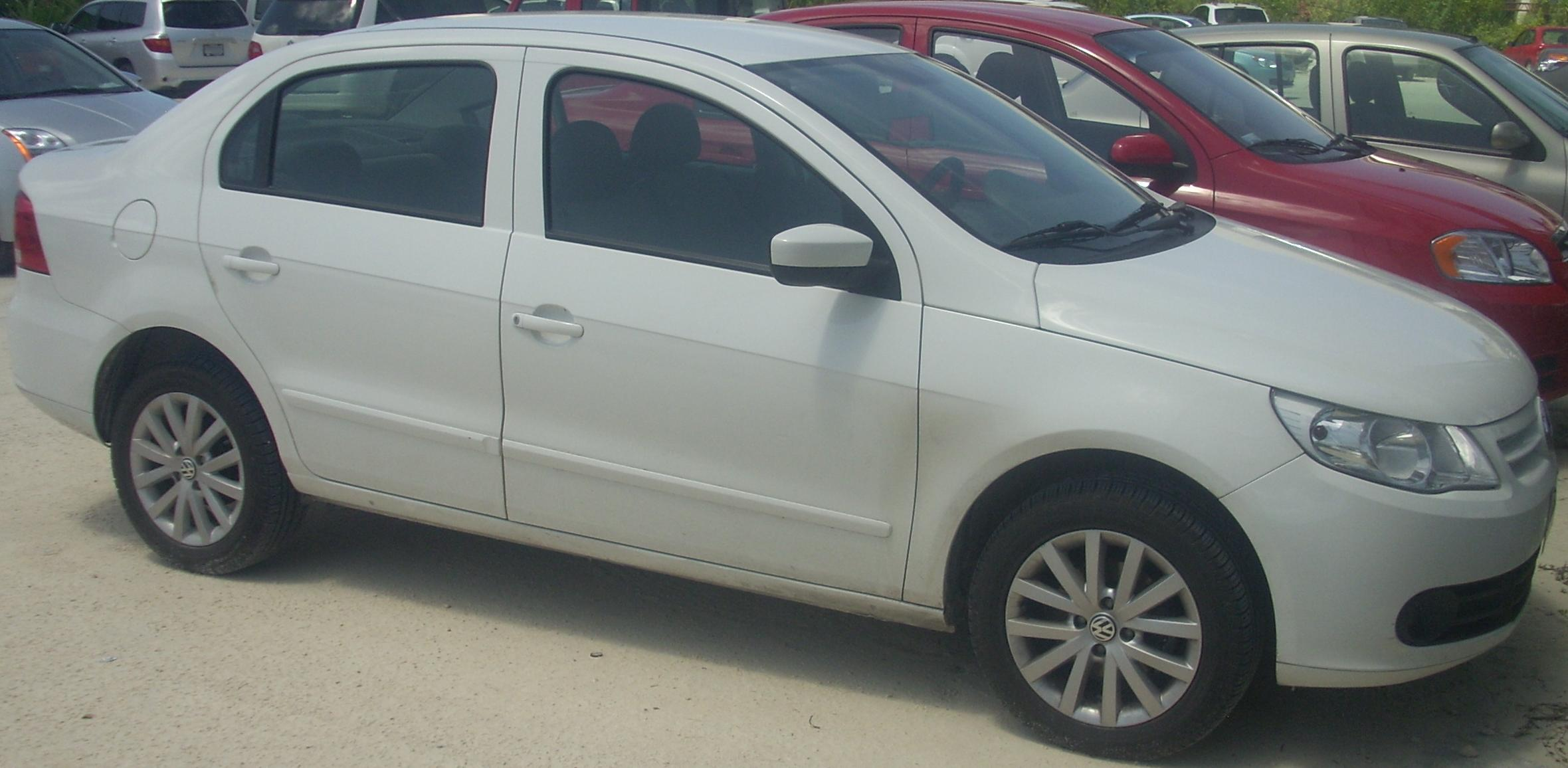
Gol Sedan
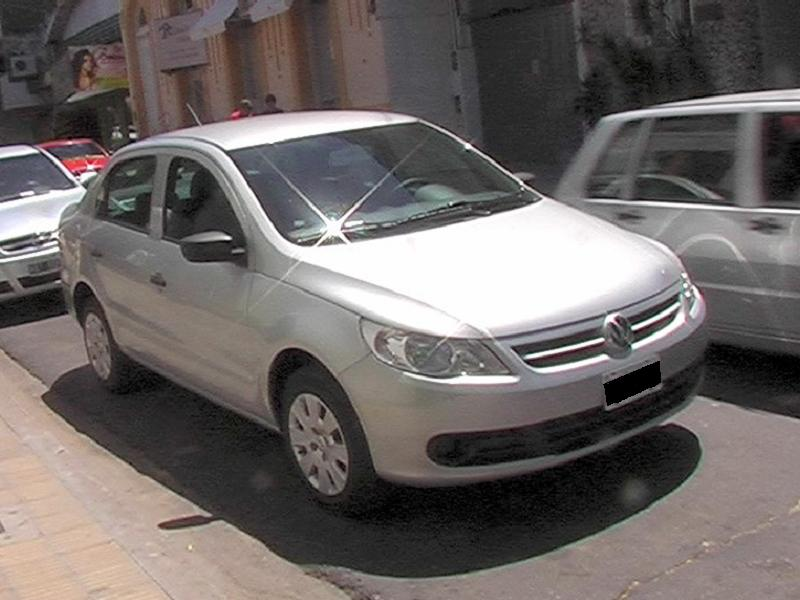
Voyage
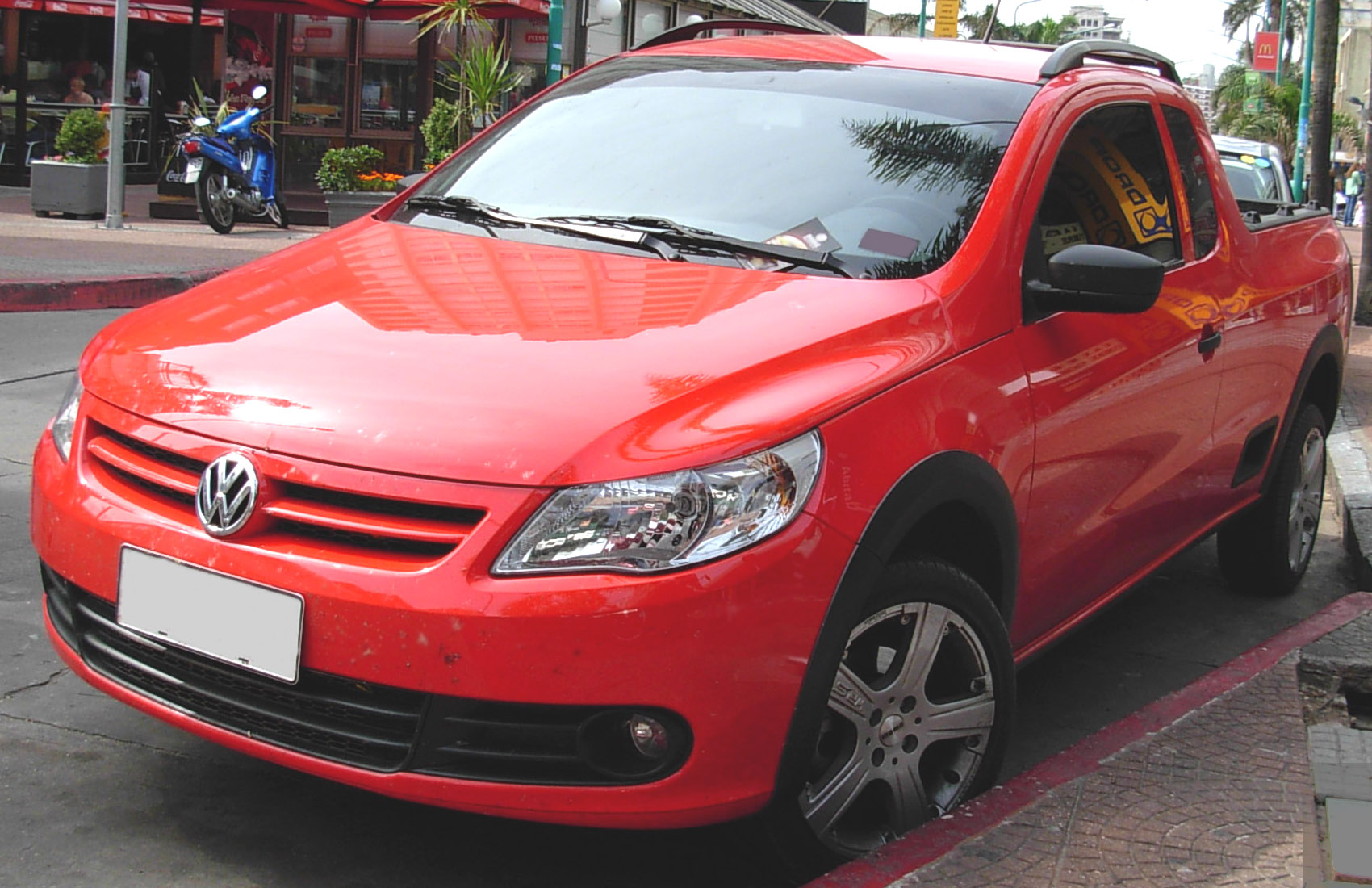
Saveiro NF (з 2010)
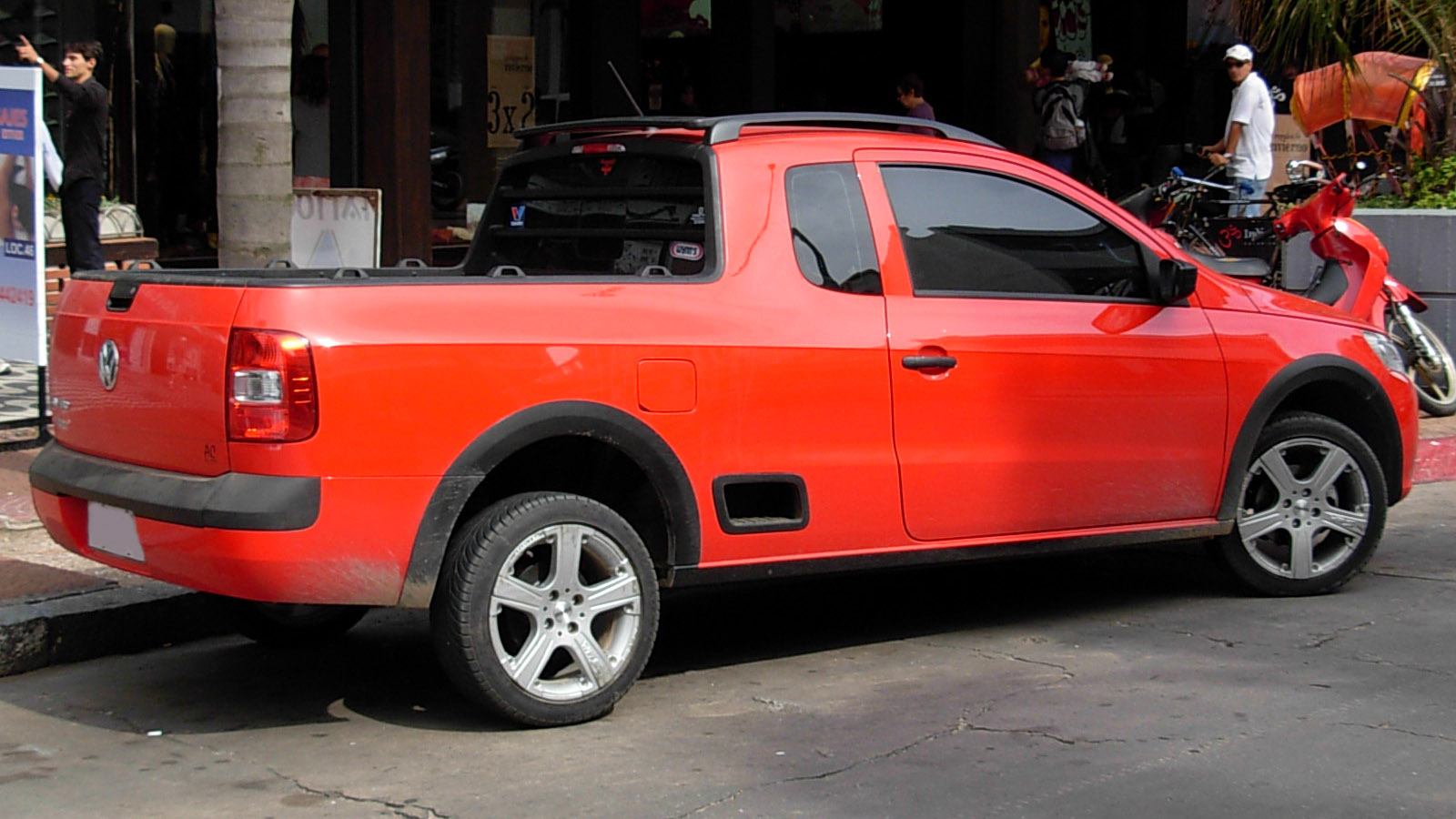
Saveiro NF (з 2010)

## Зноски
1. ↑  Volkswagen Gol[недоступне посилання з жовтня 2019] 18.07.2010
2. ↑  Volkswagen Pointer [Архівовано 10 березня 2010 у Wayback Machine.] 18.07.2010